# Grunewald (Reichshof)
Grunewald ist ein Ort von 106 Ortschaften der Gemeinde Reichshof im Oberbergischen Kreis im nordrhein-westfälischen Regierungsbezirk Köln in Deutschland.

## Lage und Beschreibung
Die nächstgelegenen Zentren sind Gummersbach (30 km nordwestlich), Köln (67 km westlich) und Siegen (26 km südöstlich).
| Bevölkerungsentwicklung | Bevölkerungsentwicklung |
| Jahr                    | Einwohner               |
| ----------------------- | ----------------------- |
| 1991                    | 7                       |
| 2005                    | 4                       |
| 2008                    | 4                       |
| 2017                    | 2                       |
| 2018                    | 4                       |
| 2019                    | 5                       |